# Морски таралежи
Морските таралежи (Echinoidea) са клас малки иглокожи организми, наброяващи около 950 вида. Срещат се във всички океани на дълбочина до 5 000 m. Най-ранните вкаменелости датират от горната част на периода ордовик от преди около 450 млн. години.

## Описание
Морските таралежи обикновено са с размери от 6 до 12 cm, въпреки че най-големите видове могат да достигнат до 36 cm. Оцветени са в черно или мрачни нюанси на зелено, маслинено, кафяво, лилаво, синьо и червено.
Повечето морски таралежи при достигане на полова зрялост развиват петкратна симетрия и имат приблизително сферични тела, но няколко вида притежават овална форма, с различни предни и задни краища, което им дава известна двустранна симетрия. За придвижване използват тръбни крачета, които се движат от водна система, работеща чрез хидравлично налягане.
Както и при другите бодлокожи, морският таралеж не разполага с мозък и вместо това разчита на своята водно-съдова система, която действа като кръвоносна система и се състои от напълнени с вода канали, които преминават през тялото му.
Долната половина на тялото на морския таралеж се нарича „орална повърхност“, защото съдържа устата, докато горната половина е аборална. Вътрешните органи са затворени в кръгла и твърда обвивка с диаметър обикновено от 3 до 10 cm. Устата се намира в центъра на оралната повърхност, съставена е от 5 зъба или челюсти от калциев карбонат, и е заобиколена от устни от по-мека тъкан, наречена перистом. На горната повърхност, срещу устата, е разположен перипроктът, който заобикаля ануса.
За предпазване от хищници, повечето морски таралежи притежават остри шипове с дължина от 1 до 3 cm и дебелина от 1 до 2 mm. Те нанасят болезнена рана, когато проникват в човешката кожа, но сами по себе си не са опасни, ако бъдат премахнати незабавно. Ако останат в кожата за по дълго време, могат да възникнат усложнения. Някои тропически морски таралежи, като тези от семейство Diadematidae и Echinothuriidae са известни с отровните си бодли, а други, като тези от семейство Toxopneustidae – с отровните си челюсти.

## Размножаване
Физически е много трудно да се отличат мъжките от женските морски таралежи. Мъжките екземпляри обикновено избират издигнати и открити места, така че тяхната семенна течност да може да бъде разпръсната от морските течения. Женските обикновено избират ниско разположени места в пукнатини из морското дъно, където снесените яйца ще имат по-добра защита от хищници.
В повечето случаи снесените яйца плават свободно в морето, но някои видове ги държат с гръбнака, което им осигурява по-голяма степен на защита.
Оплодената яйцеклетка, след като се срещне със свободно плаващите сперматозоиди, освободени от мъжките, се развива в свободно плуваща бластула в рамките на 12 часа. Необходими са няколко месеца, преди ларвите да завършат своето развитие, което започва с образуването на плочите около устата и ануса. Скоро след това ларвата потъва на дъното и се метаморфозира в зряла форма за около един час. При някои видове възрастните достигат своя максимален размер за около пет години.

## Хранене
Морските таралежи се придвижват бавно, като се хранят предимно с водораслите по коралите и скалите. Въпреки това, те са всеядни животни и ядат разлагащите се по скалите материали като мъртва риба, миди и гъби.

## Хищници
Възрастните морски таралежи обикновено са добре защитени срещу повечето хищници, чрез силните и остри шипове, които могат да бъдат отровни при някои видове, но когато са повредени, те бързо привличат много риби и други всеядни морски животни.
С тях ловуват и се хранят различни видове омари, раци, морски видри, морски звезди, вълчи змиорки, някои от представителите на семейство балистови, калифорнийската лъчеперка Semicossyphus pulcher и други хищници. Всички тези животни притежават особени адаптации (зъби, челюсти, нокти) и сила, която им позволява да преодолеят отличните защитни характеристики на морските таралежи.
Морските таралежи могат също да бъдат заразени от много паразити, независимо дали са вътрешни или външни.

## Класификация
Според World Register of Marine Species (WoRMS) класа на морските таралежи се разделя на два подкласа и 19 разреда:
Клас Морски таралежи
- Подклас Euechinoidea Bronn, 1860
  - Инфраклас Acroechinoidea Smith, 1981
    - Разред Aspidodiadematoida Kroh & Smith, 2010
    - Разред Diadematoida Duncan, 1889
    - Разред Micropygoida Kroh & Smith, 2010
    - Разред Pedinoida Mortensen, 1939

  - Инфраклас Carinacea Kroh & Smith, 2010
    - Разред Echinothurioida Claus, 1880
    - Надразред Calycina Gregory, 1900
      - Разред †Phymosomatoida Mortensen, 1904
      - Разред Salenioida Delage & Hérouard, 1903

    - Надразред Echinacea Claus, 1876
      - Разред Arbacioida Gregory, 1900
      - Разред Camarodonta Jackson, 1912
      - Разред Stomopneustoida Kroh & Smith, 2010

  - Инфраклас Irregularia Latreille, 1825
    - Разред †Holectypoida Ducan, 1889
    - Разред Echinoneoida H. L. Clark, 1925
    - Надразред Atelostomata von Zittel, 1879
      - Разред Holasteroida Durham & Melville, 1957
      - Разред Spatangoida L. Agassiz, 1840a

    - Надразред Neognathostomata Smith, 1981
      - Разред †Nucleolitidae L. Agassiz & Desor, 1847
      - Разред Cassiduloida Claus, 1880
      - Разред Clypeasteroida A. Agassiz, 1872
      - Разред Echinolampadoida Kroh & Smith, 2010
- Подклас Cidaroidea Smith, 1984
  - Разред Cidaroida Claus, 1880

## Значение за хората

### Опасност от убождане
Морските таралежи са обичаен източник на наранявания за океанските плувци, особено по крайбрежията, където се намират корали в които се крият много от тези иглокожи. Убождането се различава в зависимост от вида на морския таралеж. При тяхното почистване, когато се подготвят за храна работниците подчертават, че има техника: „Ключът е да не ги грабнете здраво и прекалено бързо“. Работата им обикновено изисква чифт дебели ръкавици и допълнително гумени ръкавици над тях. Но дори и тази комбинация не е напълно достатъчна, за да предпази от убождане.

### Като храна
Морските таралежи са кулинарен деликатес в много части на света. В кухнята около Средиземно море, Paracentrotus lividus често се яде суров или с лимон. Може също така да се използва в омлет, бъркани яйца, рибена супа, майонеза, бешамелов сос за тарталети, булли за суфле, или ориз. В чилийската кухня се сервира суров с лимон, лук и зехтин.
Въпреки че Strongylocentrotus droebachiensis, срещащ се в Северния Атлантик, е годен за консумация, той не се консумира широко. Морският таралеж Strongylocentrotus franciscanus се консумира от местното население на Аляска около остров Кодиак. Той обикновено се изнася, предимно за Япония.
В Западна Индия се ядат морски таралежи от вида Eucidaris tribuloides, а на тихоокеанското крайбрежие на Северна Америка – Strongylocentrotus purpuratus. В Нова Зеландия деликатес е Evechinus chloroticus и традиционно се консумира суров. Местните американци в Калифорния също са известни, че ядат морски таралежи.
Япония внася големи количества от САЩ, Южна Корея и други производители. Там цената на морския таралеж може да достигне до 450 долара/кг. Сервира се суров под името „Уни“ (на японски: うに), като сашими или в суши със соев сос и уасаби.